# Anas castanea
Anas castanea е вид птица от семейство Патицови (Anatidae).

## Разпространение
Видът е разпространен в Австралия.